# Stari Jankovci
Stari Jankovci su selo i općina u Hrvatskoj.

## Zemljopis
Općina se nalazi u središnjem prostoru Vukovarsko-srijemske županije. Na sjeveru graniči s općinama Nuštar i Bogdanovci, na istoku i jugoistoku s općinom Tompojevci i Nijemci, na jugu s općinom Privlaka i gradom Otok, a na zapadu s gradom Vinkovci.
Općina Stari Jankovci ima pet naselja: Stari Jankovci, Novi Jankovci, Slakovci, Orolik i Srijemske Laze.
Prirodnogeografski položaj određen je smještajem u nizinskom dijelu Istočnohrvatske ravnice na specifičnom dodiru dvaju prirodnih cjelina Vukovarskog prapornog ravnjaka na sjeveru i Bosutske nizine na jugu. Zapravo se Stari Jankovci nalaze na južnom rubu Vukovarskog ravnjaka što karakterizira teren tzv. valovite ravnice.
Pored dominantnog Bosuta drugi elativno veći vodotoci su: Savak, Vidor, Gatina i Selo-Bosut.
Klima je umjereno kontinentska s vrućim ljetima i relativno hladnim zimama. Sušna ljeta bez kiše vrlo često imaju negativne posljedice na poljoprivredne prinose, posebno kukuruza. Tla su uglavnom plodna, u sjevernom dijelu degradirana crnica, a u južnim dijelovima, uz Bosut, močvarna tla, komasacijama i agrokulturnim mjerama privedena dobrom iskorištavanju.
Općina Stari Jankovci obuhvaća površinu od 9517 ha (95,2 km2) i čini 4 % ukupne površine Vukovarsko-srijemske županije.Općina Stari Jankovci se nalazi u zapadnom Srijemu.

## Stanovništvo
Općina 2001. ima 5216 stanovnika, od toga 3625 Hrvata (70 %), 1212 Srba (23 %) i 262 Mađara (5,06 %).

### Nacionalni sastav po naseljenim mjestima, popis 1991.
- Novi Jankovci – uk. 1273, Hrvati – 965, Srbi – 240, Mađari – 20, Rusini – 1, Jugoslaveni i ostali – 47
- Orolik – uk. 864, Srbi – 593, Hrvati – 215, Mađari – 5, Jugoslaveni i ostali – 51
- Slakovci – uk. 1493, Hrvati – 1456, Srbi – 7, Mađari – 2, Jugoslaveni i ostali – 28
- Srijemske Laze – uk. 924, Srbi – 871, Hrvati – 23, Mađari – 4, Jugoslaveni i ostali – 26
- Stari Jankovci – uk. 2063, Hrvati – 1261, Mađari – 358, Srbi – 294, Rusini – 19, Jugoslaveni i ostali – 131

ukupno: 6563, Hrvati – 3920, Srbi – 2005, Mađari – 389, Rusini – 20, Jugoslaveni i ostali – 229
| broj stanovnika | 3089  | 3676  | 3820  | 4750  | 5077  | 5265  | 5112  | 5380  | 4886  | 5498  | 6323  | 6871  | 6813  | 6617  | 5216  | 4405  | 3271  |
|                 | 1857. | 1869. | 1880. | 1890. | 1900. | 1910. | 1921. | 1931. | 1948. | 1953. | 1961. | 1971. | 1981. | 1991. | 2001. | 2011. | 2021. |

| broj stanovnika | 594   | 948   | 1008  | 1189  | 1277  | 1203  | 1187  | 1271  | 1350  | 1392  | 1588  | 1887  | 1938  | 2063  | 1769  | 1429  | 1124  |
|                 | 1857. | 1869. | 1880. | 1890. | 1900. | 1910. | 1921. | 1931. | 1948. | 1953. | 1961. | 1971. | 1981. | 1991. | 2001. | 2011. | 2021. |

## Uprava
Naselja u sastavu općine su: Stari Jankovci, Novi Jankovci, Slakovci, Srijemske Laze i Orolik.

## Povijest
Župa Stari Jankovci postoji od 1332. godine, ali uz župu Vukovar.
1729. godine vizitator je zapisao da se župa nalazi 1,5 sati od od Vukovara u kojoj se nalazi stara i ruševna crkva posvećena sv. Jurju, koju su izgradili katolika za vrijeme Turaka. Na blagdan Blažene Djevice Marije Uznesene u župi se okuplja mnogo vjernika i služi se misa pod vedrim nebom. Selo tada ima 464 katolika.
1750. godine postaje samostalna župa s vlastitim župnikom,a dodane su joj i filijale Laze, Petrovci, Slakovci i Svinjarevci. Crkva na današnjoj lokaciji sagrađena je 1778., a blagoslovio ju je biskup Adžić 20. lipnja 1779. Glavni patronat je bio grof Eltz jer je dao dio novca za gradnju crkve.
U selu je osnovana 1934. godine Hrvatska starokatolička župa;ona je osnovana na poticaj Mađara koji nisu bili zadovoljni s brojem rimokatoličkih misa na mađarskom jeziku.
Pripadnici pobunjenih Srba i Jugoslavenske narodne armije crvku i župni dom su oštetili i opljačkali, 21. rujna 1991. Nažalost, tih godina je služila kao skladište oružja i streljiva.
Na oltaru se nalazila slika "Uzašašće Blažene Djevice Marije" djelo Josipa Franje Mückea iz 1881. godine. Novu je sliku prema jedinom sačuvanom izvoru, predlošku, crno-bijeloj fotografiji R. Bartolovića snimljenoj 1968. godine, iz fundusa Konzervatorskog odjela Uprave za zaštitu kulturne baštine u Osijeku, kao i prema vlastitom sjećanju, izradio akademski slikar Antun Krešić, rodom iz Starih Jankovaca.
Župa trenutačno (2005. god.) ima 1250 župljana. Blagoslov kuća počinje 2. siječnja.
Prva pričest u župi i filijali održava se polovicom svibnja svake godine, a Sveta krizma krajem svibnja svake druge godine. U župi djeluje zbor mladih koji imaju svoje probe nedjeljom popodne, a pjevaju na nedjeljnoj večernjoj misi.
Djeca pohađaju vjeronauk u školi, a u župi imaju pripravu za Prvu pričest i Svetu Krizmu. Župa se uključuje u sve susrete koje organizira Đakovačka i Srijemska biskupija kao što je npr. susret mladih.
Suradnici i pomoćnici u župi su: ekonomsko vijeća (crkveni odbor), pastoralno vijeća, zvonarica, orguljaš, ministranti, čitači, zbor mladih.
Crkva je u potpunosti obnovljena 2006. godine.
Župnici u razdoblju od 1953. do danas:
- Vlado Mikloš (1953. – 1953.)
- Đuro Binder (1953. – 1965.)
- Luka Božić (1961. – 1965.)
- Stjepan Schon (1965. – 1969.)
- Mato Sočković (1969. – 1971.)
- Stjepan Binklija (1971. – 1974.)
- Petar Petrović (1974. – 1977.)
- Alojzije Asić (1977. – 1982.)
- Mato Špoljar (1982. – danas)

## Spomenici i znamenitosti
Na seoskom groblju nalazi se spomen-ploča poginulim civilima stanovnika S. Jankovaca u velikosrpskoj agresiji 1991. Spomen-ploča je podignuta 10. srpnja 2006. u nazočnosti Jadranke Kosor.

## Obrazovanje
- OŠ "Stari Jankovci" Stari Jankovci[6]
- OŠ "Slakovci" Slakovci[7]

## Kultura
KUD Jankovci osnovano je 1971. godine. Od tada radi na njegovaju tradicije i kulture baštine mađarske nacionalne manjine.
Poslije Drugog svjetskog rata bila je aktivna i dramska družina koja je izvodila skečeve i kraće kazališne komade.
1969. godine u osnovnu školu se uvodi predmet mađarskog jezika, a s njim kreće i organizirano učenje plesova. Taj školski folklor za dvije godine prerasta u KUD "Rózsa Sándor", a za desetak godina biva preimenovan u KUD "Bratstva i jedinstva". U tim prvim danima najvažniju ulogu imala je učiteljica mađarskog jezika gđa. Irena Randović. Društvo uspješno djeluje sve do početka Domovinskog rata 1991. kada mijenja naziv u KUD "Jankovci", ali se preregistracija izvodi tek 1994.
Rad društva KUD "Jankovci" Stari Jankovci obnovljen je 1994. godine dok su Jankovčani još bili prognani sa svojih ognjišta i to od nekolicine entuzijasta kako se ne bi zaboravile vrijednosti tradicijskog folklora. Prvi nastup bio je u rujnu te iste 1994. na Vinkovačkim jesenima. Od tada se društvo ubrzo širi brojčano i to prvenstveno mlađim članovima.
1997. godine društvo proširuje svoj tradicionalni mađarski program sa šokačkim te sekcijom koja njeguje kolo pjesmu i glazbu Hrvata doseljenih iz srednje Bosne, točnije žepačkog kraja.
1998. započinje mirna reintegracija i povratak u Stare Jankovce. Tijekom tih godina nabavljana je nošnja i instrumenti pa tako danas društvo posjeduje popriličan broj vrijednih nošnji. Društvo redovito nastupa na Vinkovačkim jesenima, te drugim smotrama i manifestacijama od Iloka do Dubrovnika, a tu su i gostovaja u Njemačkoj, Austriji, Vojvodini, Mađarskoj i BiH.
2001. godine društvo utemeljuje sad već tradicionalnu Smotru folklora nacionalnih manjina RH i Hrvatske dijaspore.

## Šport
- NK HAŠK Sokol Stari Jankovci
- NK Meteor Slakovci
- NK Croatia Novi Jankovci
- NK Vidor Srijemske Laze
- NK Srijem Orolik

### Članci
- Škiljan, Filip. 2014. Starokatolička crkva u Nezavisnoj Državi Hrvatskoj. Historijski zbornik. Društvo za hrvatsku povjesnicu. Zagreb. 67 (1): 195–213

## Vanjske poveznice
- Općina Jankovci